# Aeroportul Burao
Aeroportul Burao (IATA: BUO, ICAO: HCMV) este un aeroport din Somalia ce deservește zona Burco. A fost numit după zona deservită.
Situat la o altitudine de 1.100 m, aeroportul dispune de o singură pistă.